# Петкиев, Церен Петкиевич
Церен Петкиевич Петкиев (17.08.1877 г., Аршань-Зельмень, Шебенеровский аймак, Малодербетовский улус (ныне Сарпинский район), Калмыкия, Россия — 1967 г., Харба, Юстинский район, Калмыкия, Россия) — заслуженный учитель РСФСР и Калмыцкой АССР, общественный деятель Калмыкии, организатор школьного образования на калмыцком языке в дореволюционное время и после установления советской власти.

## Биография
В 1889 году, в возрасте 12 лет поступил в улусную школу, где проучился до среднего отделения, после чего работал учителем у богатого калмыцкого скотовода, обучая его сыновей. В 1892 году поехал на учёбу в Астрахань начальное Калмыцкое училище, которое окончил в 1894 году. В августе 1898 года Церен Петкиев поступил в Астраханское реальное училище. После окончания реального училища в 1905 году Церен Петкиев получил направление от Главного управления калмыцким народом для дальнейшего обучения в сельскохозяйственный институт Люблина (Польша), но из-за тяжёлой болезни он был вынужден отказаться от учёбы, поэтому он подал прошение принять его на работу. Он был назначен канцелярским смотрителем третьего разряда. В 1906 году Главное управление калмыцким народом назначило Церена Петкиева учителем в школе в посёлке Калмыцкий Базар (с 1937 года включён в состав Астрахани). В этой школе, где преподавание велось на калмыком языке, Церен Петкиев проработал до 1916 года.
Сразу же после установления советской власти в Астрахани 3-го февраля 1918 года, Церен Петкиев собрал в Калмыцком Базаре сельский сход, на котором он предложил созвать съезд представителей калмыцких улусов, чтобы установить в Калмыкии советскую власть. 20 февраля 1918 года в Калмыцком Базаре собрался съезд, на котором присутствовали представители различных улусов. На этом съезде были избраны депутаты для работы в Астраханском губернском съезде Советов, который состоялся с 28 февраля по 12 марта 1918 года.
В 1918 году Церен Петкиев основал в Калмыцком Базаре школу колхозной молодёжи I и II ступеней. Церен Петкиев также организовывал приюты для беспризорников и детей-сирот. Благодаря его усилиям в Калмыцком Базаре и Астрахани были основаны четыре детских дома.
В 1925—1926 гг. Церен Петкиев заведовал школой-интернатом в Калмыцком Базаре.
Церен Петкиев собирал калмыцкий фольклор и работал над русско-калмыцким словарём. В 1931 году в Саратове в Нижнее-Поволжском книжном издательстве вышел его «Русско-калмыцкий словарь», который стал пособием для калмыцких школ.
До 1934 года Церен Петкиев работал учителем в посёлке Калмыцкий Базар, потом несколько лет — в школе при стеклозаводе Емельяновского района Красноярского края.
Церену Петкиеву было присвоено звание заслуженного учителя РСФСР и Калмыцкой АССР. Умер Церен Петкиев в 1967 году в посёлке Харба Юстинского района. Был похоронен в посёлке Калмыцкий Базар.

## Источник
- О. Д. Мукаева, Жизнь — служение народу, Элиста, Калмыцкое книжное издательство, 1978.